# Кьога
Кьо́га — крупное мелководное озеро, точнее комплекс озёр, в Уганде, площадь около 1720 км², находится на высоте 1034 м над уровнем моря. Белый Нил впадает в Кьогу по пути из озера Виктория в озеро Альберт. Основной приток воды — из озера Виктория — регулируется гидроэлектростанцией Налубаале в Джиндже. Будучи частью системы Великих Африканских озёр, Кьога не считается Великим озером. Недалеко расположено озеро Кваниа.
Максимальная глубина озера около 5,7 м, а в среднем — не более 4 м. Места, где глубина менее 3 м, полностью покрыты водяными лилиями, а на большей части заболоченной береговой линии растут папирус и водяной гиацинт. Папирус также образует плавучие острова, дрейфующие между мелкими твёрдыми островами. Озеро окружают заболоченные территории, питающиеся из целой системы рек и ручьёв.
В озере Кьога отмечены 46 видов рыб, а также большое число крокодилов.
Ливни Эль-Ниньо в 1997—1998 подняли уровень озера на крайне высокую отметку, это привело к тому, что крупные острова из папируса и водяного гиацинта оторвались от берега и скопились в месте оттока из озера в Белый Нил. Это ещё больше подняло уровень воды, в 2002 было затоплено около 580 км² прибрежных территорий и вызвало переселение местных жителей и социально-экономические потрясения. В 2004 правительство Египта выделило Уганде безвозмездную помощь в размере 13 миллионов долларов США для переброски воды озера в Нил. В 2005 отток воды из озера был всё ещё в значительной мере затруднён.